# Falcon Heavy
A Falcon Heavy a Space Exploration Technologies (SpaceX) nagy teherbírású űrhajózási hordozórakétája. A cég tulajdonosának, Elon Musknak az volt a célja, hogy olyan rakétát fejlesszenek ki, amely forradalmasítja az űrhajók pályára állítását és a teherszállítást az űrben. A rakéta mindkét fokozata folyékony oxigént és RP–1 kerozint használ üzemanyagként. A rakéta 63,8 tonnányi terhet tud alacsony Föld körüli pályára, vagy 26,7 tonnányi terhet geostacionárius transzferpályára állítani. Első útján a tesztrepüléseken szokásos ballasztsúlyokat egy meggypiros Tesla Roadster helyettesítette a fedélzeten. A Falcon Heavy első indítása a Kennedy Űrközpont 39A jelű indítóállásából történt , ahonnan korábban az Apollo-program hordozórakétái is startoltak. Az indításnál jelen volt Edwin „Buzz” Aldrin, az Apollo–11 pilótája is.

## Első fokozat
Az első fokozat három Falcon 9 rakétatestből áll, mindegyik kilenc darab Merlin 1D rakétahajtóművel rendelkezik. A Merlin 1D a Merlin hajtómű egy módosított verziója, amely tengerszinten 420 kN, légüres térben pedig 480 kN tolóerőt fejt ki. A középső rakétatest az extra megterhelés miatt szerkezetileg erősebb, és csak a Falcon Heavy konfigurációban repül. A két oldalsó rakéta képes egyedül, Falcon 9 módban is küldetéseket végrehajtani. Mindhárom eszköz képes visszatérésre és újrafelhasználható.
Indításkor mindhárom rakétatesten begyújtják a hajtóműveket. A középső rakéta üzemanyaga később fogy el, mint a két szélsőé, így két leválasztás történik egy indítás során: a gyorsítórakéták leválasztása, majd a központi mag leválasztása.

## Második fokozat
A második fokozatot egy darab Merlin 1D Vacuum motor hajtja, amelyet módosítottak vákuumban való működésre. A hajtómű ezen változatának fajlagos impulzusa 348 másodperc. A megbízhatóbb újragyújtás érdekében ezt a hajtóművet redundáns gyújtóval szerelik fel.
A második fokozat üzemanyagtartálya egyszerűen az első fokozat egy rövidebb verziója, nagyjából ugyanazokat az eszközöket és a gyártási technikákat igényli, ezzel csökkentik a gyártási költségeket.

## Története

### Red Dragon Mars-küldetés
2011-ben a NASA Ames Kutatóközpontja dolgozott egy kis költségvetésű Mars-küldetésen, amely Falcon Heavy rakétát használna az indításhoz és a Mars-pályára állításhoz, valamint Dragon űrhajót a légkörbe lépéshez.
Ehhez a Mars légköre azonban nem elég sűrű, így csak a Földön vagy óceánba való zuhanással lehet használni a Dragont. A Red Dragon további felesleges fejlesztése helyett a vállalat átfordította a figyelmét a BFR (Big Falcon Rocket)-re. Ennek első indulása leghamarabb 2022-ben várható, de ez a dátum még Elon Musk szerint is nagyon szoros.

## Első repülése – tesztrepülés
A Szövetségi Légügyi Hatóság (Federal Aviation Administration, FAA) 2018. február 2-án hagyta jóvá a SpaceX startját. A különleges startengedély lehetővé tette, hogy az űripari magáncég tulajdonosa, Elon Musk tömegszimulátorként hiperbolikus pályára állítsa az átalakított meggypiros színű Tesla Roadsterét.
A Falcon Heavy első indítására – többszöri halasztás után – helyi idő szerint 2018. február 6-án, két órával a tervezett start után került sor a floridai Cape Canaveralon található Kennedy Űrközpont 39. indítóállásáról (annak idején az Apollo-program űrhajói is innen startoltak). A Falcon Heavy indítása sikeres volt, az első fokozat két újrahasználható rakétateste pedig épségben visszatért az űrközpontba. A harmadik rakétatest, melynek az Atlanti-óceán egy úszó platformjára kellett volna érkeznie, az eredeti helyszíntől pár méterre csapódott az óceánba. Nem tudott eléggé lelassulni és irányba állni, mert nem maradt elég gyújtófolyadék ahhoz, hogy a rakéta két külső hajtóműve újrainduljon.
Eredetileg úgy tervezték hogy az űrruhába öltöztetett Starman nevű bábuval együtt felbocsátott kabrió heliocentrikus pályára áll, és a Mars pályájának vonaláig távolodik – nem megy a Marsra –, de elvétette ezt a pályát, így a Mars és a Jupiter közötti aszteroidaövig távolodott, ami a pálya Naptól legmesszebbi pontja. A NASA hivatalosan felvette a földönkívüli objektumok listájára a Teslát, amelynek bolygóközi azonosítója: 2018-017A, az obszervatóriumok pedig figyelemmel kísérik pályáját.
- A Falcon Heavy startja 2018. február 6-án, néhány tizedmásodperccel az indítást követően[7]
- A két újrahasználható rakétatest landolása (2018. február 6.)
- A Tesla Roadster és Starman az űrben[8]

## Második repülése – első éles küldetés
A Falcon Heavy második repülése 2019. április 11-én történt, ez egyben az első éles küldetés volt, és nagy jelentőséggel bírt a SpaceX számára, mivel a kereskedelmi jellegű küldetés sikertelensége esetén az egész program további léte megkérdőjeleződhetett volna. A Falcon Heavy 2 az Arabsat 6A 6 tonnás távközlési műholdat szállította, majd sikeresen Föld körüli pályára állította. A műhold Közel-Kelet, Afrika, Európa térségeiben fog tévé, rádió, mobiltelefon, internet jeleket közvetíteni. Az esemény sikerrel zárult, mivel mindhárom rakétatest épségben és pontosan a kijelölt helyszínen – a középső hajtómű a tengeren várakozó Of Course I Still Love You (Persze, még mindig szeretlek) nevű platformon – célba ért.

## Indítások
| Küldetés          | Indítás időpontja (UTC) | Indítás helye | Indítás helye | Indítás helye | Indítás helye | Szállított teher | Pálya                 | Gyorsító rakéták                | Központi rakéta              | Kilövés eredménye |
| ----------------- | ----------------------- | ------------- | ------------- | ------------- | ------------- | ---------------- | --------------------- | ------------------------------- | ---------------------------- | ----------------- |
| Tesztrepülés      | Február 6, 2018, 20:45  | KSC, LC-39A   | KSC, LC-39A   | KSC, LC-39A   | KSC, LC-39A   | Tesla Roadster   | Heliocentrikus        | Sikeres landolás (LZ-1, LZ-2)   | Sikertelen landolás (OCISLY) | Sikeres           |
| Arabsat-6A        | Április 11, 2019, 22:35 | KSC, LC-39A   | KSC, LC-39A   | KSC, LC-39A   | KSC, LC-39A   | Arabsat–6A       | Geostacionárius       | Sikeres landolás (LZ-1, LZ-2)   | Sikeres landolás (OCISLY)    | Sikeres           |
| STP-2             | Június 25, 2019, 6:30   | KSC, LC-39A   | KSC, LC-39A   | KSC, LC-39A   | KSC, LC-39A   | USAF STP-2       | N/A                   | Sikeres landolás (LZ-1, LZ-2)   | Sikertelen landolás (OCISLY) | Sikeres           |
| USSF-44           | November 1, 2022        | KSC, LC-39A   | KSC, LC-39A   | KSC, LC-39A   | KSC, LC-39A   | USSF-44          | Geostacionárius       | Sikeres landolás (OCISLY, JRTI) | Nem visszatérő               | Sikeres           |
| USSF-67           | Január 15, 2023         | KSC, LC-39A   | KSC, LC-39A   | KSC, LC-39A   | KSC, LC-39A   | USSF-52          | N/A                   | Sikeres landolás (LZ-1, LZ-2)   | Nem visszatérő               | Sikeres           |
| ViaSat-3 Americas | Április 8, 2023         | KSC, LC-39A   | KSC, LC-39A   | KSC, LC-39A   | KSC, LC-39A   | ViaSat-3 műhold  | Közel-Geostacionárius | Tervezett landolás (LZ-1, LZ-2) | Tervezett landolás (N/A)     | Tervezett         |